# هیولا (مکاشفه یوحنا)
هیولا (یونانی :Θηρίον، Thērion) نام دو موجود است که از آن‌ها در کتاب مکاشفه یوحنا از عهد جدید نامبرده شده‌است و با مسائل آخرالزمان در ارتباط است. اولین هیولا از دریا خارج می‌شود و قدرت خود را از اژدها می‌گیرد. اولین هیولا در مکاشفه ۱۱:۷ مورد اشاره قرار گرفته‌است و از اعماق دریا بیرون میاید. هیولای دوم از زمین بیرون میاید و تمامی مردم دنیا را مجبور به پرستیدن هیولای اول می‌کند. هر دو هیولا با اژدها همکاری کرده و در برابر خدا هستند. آن‌ها مومنان را آزار می‌دهند و کسانی را که تصویر هیولا را نمی‌پرستند و کشورهای دنیا را مجبور به حضور در جنگ آخرالزمان می‌کنند. هر دو هیولا توسط عیسی شکست داده می‌شوند و به دریاچه آتش که در مکاشفه ۱۹ اشاره شده‌است انداخته می‌شوند.

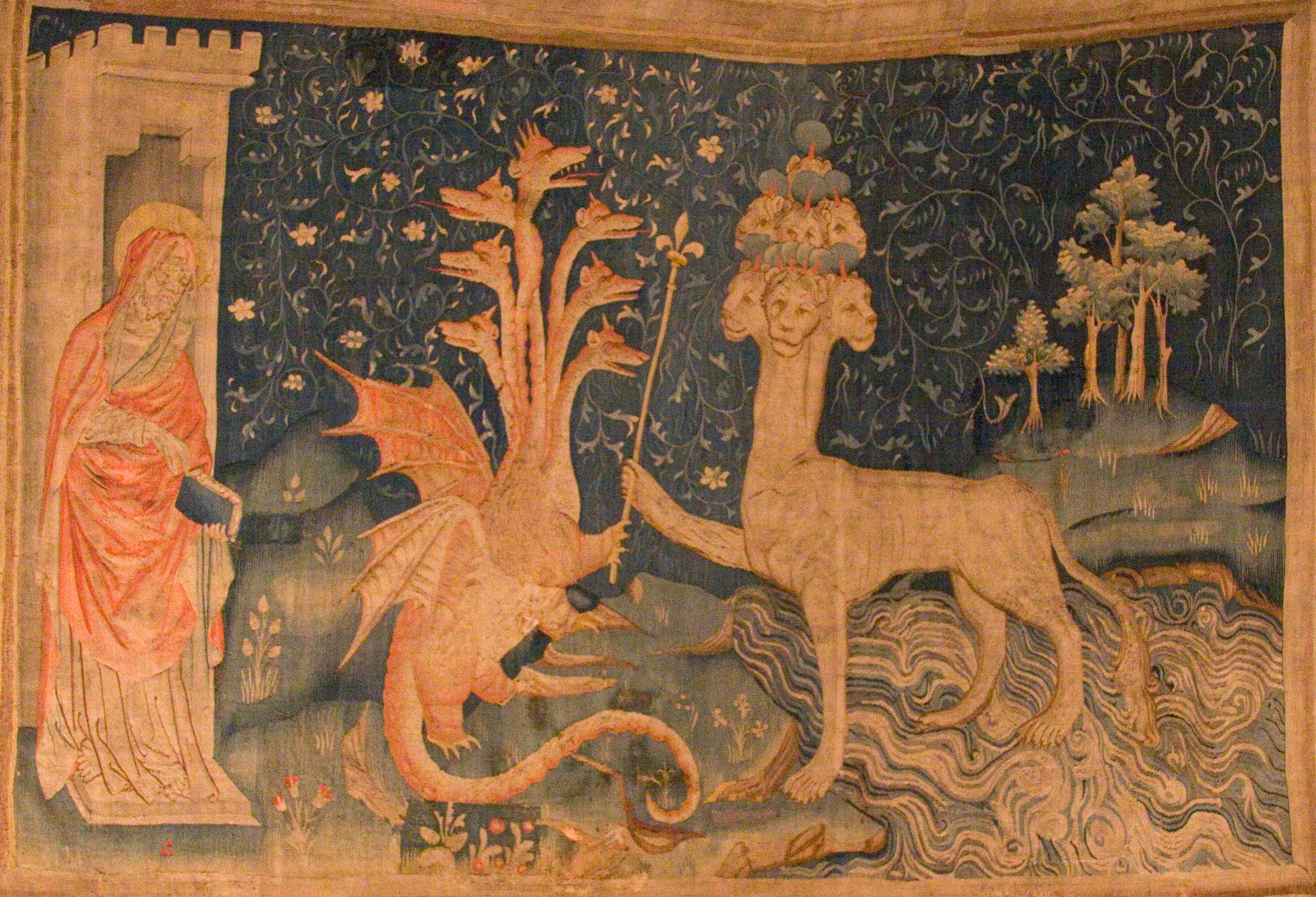
پیامبر دروغین، اژدها و هیولای دریا در تصویری از کتاب مکاشفه یوحنا در فرانسه.

## در عهد جدید

### هیولای اول
توصیف هیولای اول بیشتر در فصل ۱۳ تا ۱۷ مکاشفه یوحنا آمده‌است. فصل ۱۳ بیشترین و دقیقترین توصیف را می‌دهد که در آن یوحنا می‌بیند که هیولا از دریا بیرون میاید و دارای هفت سر و ده شاخ است و بر روی آن‌ها ده تاج قرار دارد و بر روی سرها نام کفر نوشته شده‌است. هیولا شکلی شبیه یوزپلنگ، پاهایی نظیر خرس، و دهانی نظیر شیر دارد. بر روی یکی از سرهای هیولا جای زخمی کشنده قرار دارد که خوب شده‌است و باعث می‌شود که مردم از هیولا تبعیت کنند. این توصیف با توصیف‌های کتاب دانیال از چهار هیولای آخرالزمان شباهت زیادی دارد.

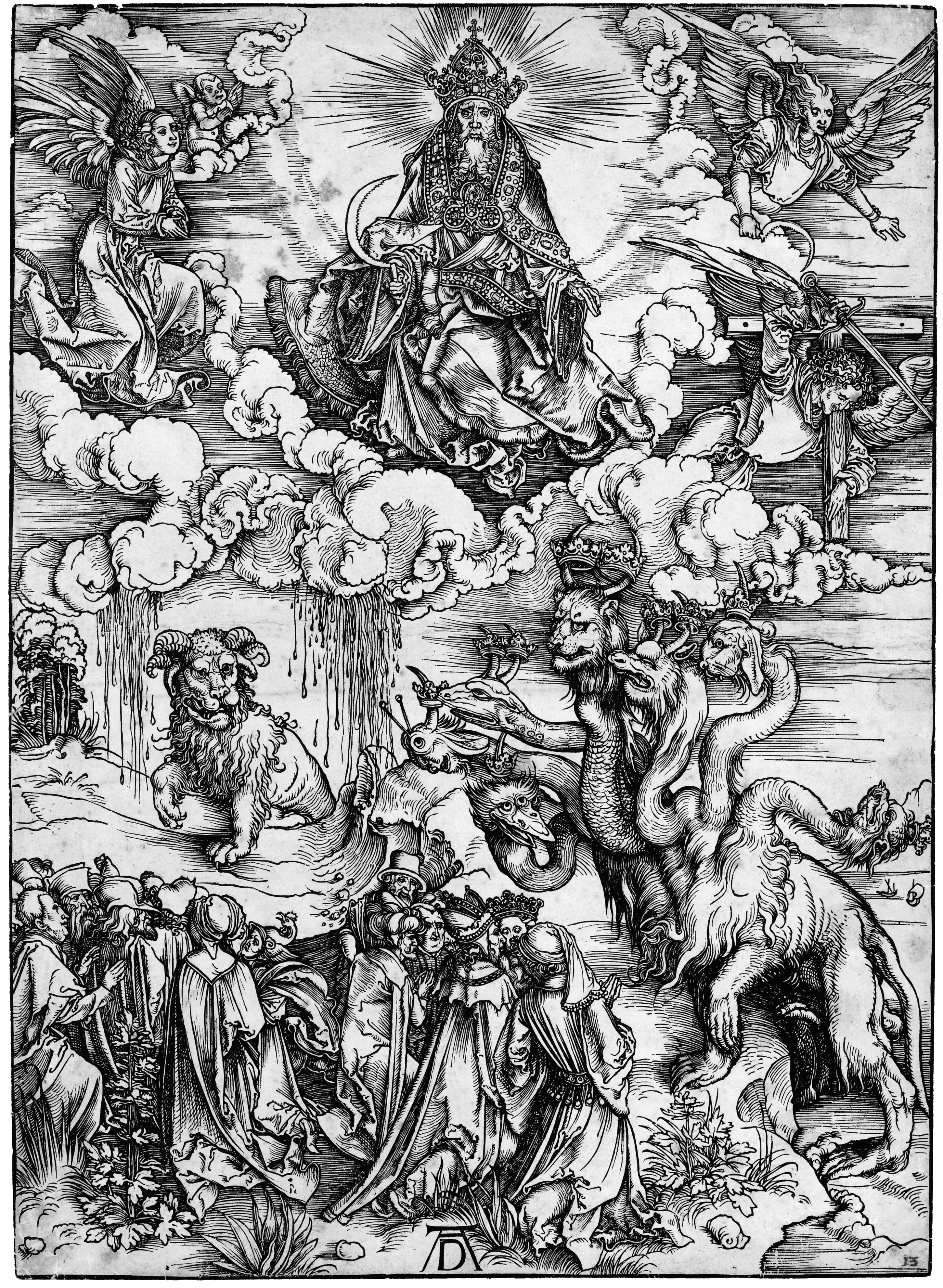
مکاشفه یوحنا، هیولای دریا نقاشی آلبرت دورر.

### هیولای دوم
هیولای دوم در فصل ۱۳ مورد اشاره قرار گرفته‌است. این هیولا از زمین خارج شده‌است و ظاهر آن به صورت کامل توصیف نمی‌شود بلکه تنها اشاره می‌شود که دارای دوشاخ مانند یک گوسفند بوده و مانند اژدها صحبت می‌کرد. وظیفه او مجبور کردن مردم به اطاعت از هیولای اول به واسطه نشانه‌های بسیار بزرگی است که توسط او داده می‌شود و می‌تواند کاری کند که از بهشت آتش ببارد. هیولای دوم پیامبر دروغین نیز نامیده می‌شود. هیولا مردم را وادار به پرستیدن تصویر هیولای اول خواهد کرد و هرآنکس که ادعا کند که تصویر را نخواهد پرستید کشته خواهد شد. این هیولا تمامی مردم را وادار به داشتن علامت هیولا خواهد کرد که بر روی دست راست آن‌ها یا بر روی پیشانیشان خواهد بود.

### تصویر هیولا
هیولای دوم به تصویر هیولا زندگی می‌دمد و تصویر زنده شده و قادر به صحبت کردن خواهد بود. این هیولا کسانی را که این تصویر را نپرستند خواهد کشت. کسانی که به این دلیل کشته شوند در بازگشت عیسی زندگی مجدد یافته و در پادشاهی هزار ساله عیسی او را همراهی خواهند کرد. مرگ بر این افراد قدرتی ندارد زیرا آنان توسط هیولا فریفته نشدند و با اینکه زندگی مادی خود را از دست دادند زندگی مجدد خواهند یافت.

### علامت هیولا
هیولای دریا دارای نام خاصی خواهد بود. با اینکه این نام در مکاشفه یوحنا نیامده است این نام با یک عدد برابر خواهد بود که این عدد ۶۶۶ است. این عدد معمولاً با عدد انسان یکی دانسته می‌شود. علامت هیولا ممکن است به صورت نام نوشته شده هیولا یا معادل عددی آن باشد. بدون این علامت هیچکس حق خرید و فروش نخواهد داشت.

### سرنوشت هیولا
هیولا و پیامبر دروغین پادشاهان زمین و ارتش آنان را برای جنگ علیه آن کس که بر اسب سفید میاید جمع می‌کنند. در نتیجه این جنگ هیولا و پیامبر دروغین شکست خورده و به دریاچه آتش انداخته می‌شوند. دشمنان ارباب اربابان و پادشاه پادشاهان کشته می‌شوند. در دریاچه آتش هیولا و پیامبر دروغین تا ابد هر روز عذاب می‌بینند. اژدها نیز بعد از جنگ نهایی به آنان ملحق می‌شود.